# Керъю (приток Вашки)
Керъю (Керь-Ю) — река в России, протекает на северо-западе Удорского района Республики Коми. Левый приток реки Вашки.
Длина реки составляет 31 км.
Именованные притоки:
- река Сордвож (пр)[5].
- река Керашор (пр)[6].
- река Печераёль (лв)[7].
- река Кепшоръёль (лв)[8].

## Данные водного реестра
По данным государственного водного реестра России относится к Двинско-Печорскому бассейновому округу, водохозяйственный участок реки — Мезень от истока до водомерного поста у деревни Малонисогорская. Речной бассейн реки — Мезень.
Код объекта в государственном водном реестре — 03030000112103000047566.